# Madone du Palais Medici-Riccardi
La Madone du Palais Medici-Riccardi est une peinture a tempera sur panneau  de bois de 115 × 71 cm réalisée par le peintre de la Renaissance Fra Filippo Lippi. Datant de la dernière phase artistique du peintre, vers 1466-1469, l'œuvre est conservée au Palais Medici-Riccardi à Florence. 

## Histoire
L'œuvre, provenant peut-être de l'Hôpital Santa Maria Nuova, a été trouvée par Giuseppe Poggi en 1907 à l'intérieur de l'hôpital psychiatrique de la villa de Castelpulci à Florence, alors dépendant de Santa Maria Nuova. Il l'a fait remonter à une possible provenance de la villa de Castelpulci, qui appartenait auparavant à la famille Riccardi, qui avait acheté le palais Médicis en 1655. L'hypothèse est que la Madone faisait à l'origine partie du mobilier du palais et qu'elle a ensuite suivi les événements des Riccardi (Pittaluga, 1949). C'est pour cette raison qu'après être entrée dans le patrimoine public, elle était destinée au Palais Médicis, où elle est aujourd'hui exposée dans la Sala del Trionfo delle Arti, au premier étage, près de la galerie Luca Giordano.
En 2001, le tableau a été restauré par l'Opificio delle pietre dure de Florence.

## Description

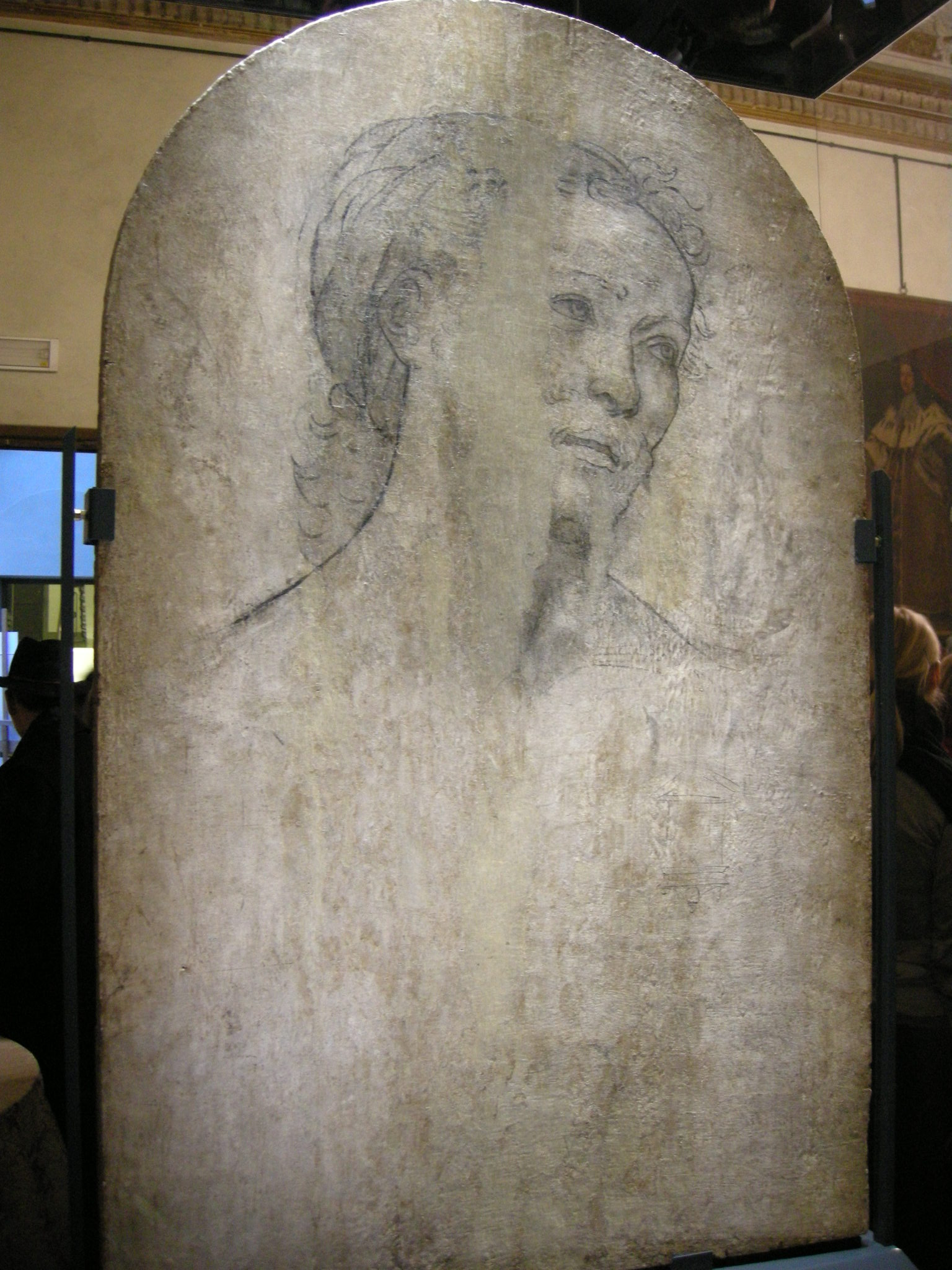
Le dos du panneau.

Iconographiquement, la Madone du Palais Médicis-Riccardi rappelle des modèles déjà largement expérimentés dans la carrière de Lippi (au moins dès 1436), avec la Vierge en demi-buste dans une niche en forme de coquille, tenant l'Enfant dans ses bras, celui-ci représenté de pied sur une balustrade de marbre. Cependant, le style fait référence à des œuvres tardives, proches des fresques de la cathédrale de Spolète, c'est pourquoi elle est généralement identifiée comme l'une des dernières œuvres sur bois du peintre.
Ses dimensions en font la plus grande Madone de Lippi. La préciosité des jeux de lumière, l'élégance des lignes de contour et la beauté formelle des sujets en ont fait une œuvre très admirée et copiée dans le passé, notamment en ce qui concerne la composition de l'Enfant debout sur une balustrade et les visages tendrement posés de la mère et du fils.
Au dos du panneau se trouvent un croquis d'une tête masculine (Saint Jérôme ?) et des études plus petites d'un tabernacle et d'yeux.